# Den store forskel
Den store forskel er en dansk kortfilm fra 2001 med instruktion og manuskript af Carsten Myllerup.

## Handling
Julie er glad for sin kæreste Jacob - men giftes det er hun bestemt ikke parat til endnu. Da hun, på deres 4-års dag opdager, at han har købt en ring - er hun klar over, at hun nødt til sige det til ham. Men netop som hun har samlet modet til at få det sagt - opdager hun, at han har en affære med hendes veninde Marie.